# Adolf Herrgott
Adolf Herrgott (Bamberg, 1. listopada 1872. -  Lindau, 15. veljače 1957.) je bio njemački general i vojni zapovjednik. Tijekom Prvog svjetskog rata bio je načelnik stožera osmanske 4. armije, te njemačke 6. armije. Između dva rata zapovijedao je s više pukovnija, dok je tijekom Drugog svjetskog rata zapovijedao zarobljeničkim logorima u Generalnom gubernatorstvu i V. vojnom okrugu.

## Vojna karijera
Adolf Herrgott rođen je 1. listopada 1872. u Bambergu. U bavarsku vojsku stupio je kao kadet u srpnju 1890. služeći u 2. kraljevskoj bavarskoj pješačkoj pukovniji u Münchenu. Od ožujka 1893. pohađa Bavarsku ratnu akademiju, nakon čega se vraća na službu u 2. kraljevsku bavarsku pješačku pukovniju. Od lipnja 1895. služi u 1. kraljevskoj bavarskoj pionirskoj bojnoj u kojoj se nalazi na službi do studenog kada je premješten na službu u 1. kraljevsku bavarsku pješačku pukovniju. Od lipnja 1896. nalazi se na službi u 1. pukovniji teške konjice, nakon čega od listopada 1896. služi kao pobočnik u okružnom zapovjedništvu u Vilshofenu. U navedenom okružnom zapovjedništvu nalazi se do listopada 1898. od kada se ponovno nalazi na službi kao pobočnik bojne u 2. kraljevskoj bavarskoj pješačkoj pukovniji.
U ožujku 1900. promaknut je u čin poručnika, dok od listopada 1902. pohađa Bavarsku ratnu akademiju. Nakon završetka iste, od listopada 1905., služi u Glavnom stožeru bavarske vojske. U travnju 1906. dostiže čin satnika, dok je u studenom te iste godine imenovan pobočnikom načelnika stožera bavarske vojske. Od listopada 1910. služi u stožeru 1. kraljevske bavarske pješačke divizije, da bi u ožujku 1911. bio promaknut u čin bojnika. U jesen 1912. premješten je na službu u Glavni stožer njemačke vojske u Berlinu.

## Prvi svjetski rat
Na početku Prvog svjetskog rata Herrgortt služi kao osmatrač u zračnoj luci u Düsseldorfu. Međutim, već krajem kolovoza 1914. premješten je na službu u bavarski Glavni stožer, da bi početkom rujna bio raspoređen u 6. bavarske pričuvne divizije s kojom sudjeluje u Prvoj bitci kod Ypresa i borbama u Flandriji koje su nakon toga uslijedile. Krajem prosinca 1914. premješten je na službu u stožer II. bavarskog pričuvnog korpusa kojim je tada zapovijedao Felix von Bothmer. Kada je Bothmer imenovan zapovjednikom Južne armije, Herrgott je premješten u njegov stožer u kojem služi do travnja 1916. kada je raspoređen u stožer I. bavarskog korpusa pod zapovjedništvom Oskara von Xylandera.
U srpnju 1916. imenovan je časnikom za vezu njemačke vojske u stožeru Armijskog fronta nadvojvode Karla. Navedenu dužnost obnaša do rujna 1916. kada u navedenom stožeru obnaša dužnost načelnika operativnog odjela koju dužnost nastavlja obnašati kada je zapovjedništvo nad armijskim frontom u studenom preuzeo nadvojvoda Josef. U prosincu 1916. promaknut je u čin potpukovnika, da bi u srpnju 1917. bio premješten u stožer novoformirane Grupe armija Yildirim kojom je zapovijedao Erich von Falkenhayn. U stožeru navedene grupe armija nalazi se do prosinca 1917. kada je raspoređen u stožer osmanske 8. armije, nakon čega u siječnju 1918. postaje načelnikom stožera osmanske 4. armije.
U travnju 1918. vraća se u Njemačku gdje je raspoređen u bavarsko ministarstvo rata. Ubrzo je međutim, u lipnju, imenovan časnikom za vezu bavarske vojske pri njemačkom Glavnom stožeru. Na navedenoj dužnosti se također kratko zadržava, manje od mjesec dana, jer je sredinom lipnja imenovan načelnikom stožera XVII. korpusa pod zapovjedništvom Günthera von Etzela. Ni na navedenoj dužnost se nije dugo zadržao jer početkom kolovoza postaje načelnikom stožera 6. armije kojom je zapovijedao Ferdinand von Quast. To istog mjeseca, i to 4. kolovoza 1918., odlikovan je ordenom Pour le Mérite. Na dužnosti načelnika stožera 6. armije nalazi se sve do kraja rata.

## Između dva rata
Nakon završetka rata Herrgott krajem prosinca 1918. postaje zapovjednikom 9. bavarske pješačke pukovnije. Navedenom pukovnijom zapovijeda do travnja 1919. kada je imenovan zapovjednikom 1. bavarske streljačke pukovnije. U svibnju sudjeluje u slamanju Bavarske Sovjetske Republike, te kratko obnaša dužnost vojnog zapovjednika Münchena. U rujnu 1919. imenovan je načelnikom odjela za vojnu obrazovanje i izobrazbu pri ministarstvu obrane u Berlinu. U navedenom ministarstvu nalazi se do travnja 1922. kada postaje zapovjednikom 40. pješačke pukovnije. U međuvremenu je, u lipnju 1920., promaknut u čin pukovnika. Herrgott 40. pješakom pukovnijom zapovijeda do studenog 1922. kada preuzima zapovjedništvo nad 20. pješačkom pukovnijom. U veljači 1923. unaprijeđen je u čin general bojnika, dok je u studenom 1923. umirovljen.
U listopadu 1934. vraća se iz mirovine, te se ponovno zapošljava u vojsci i to u odjelu za vojnu izobrazbu ministarstva obrane. Od veljače 1936. radi kao instruktor u Višoj akademiji za logistiku. Na 25. godišnjicu Bitke kod Tannenberga dobiva počasni čin general poručnika.

## Drugi svjetski rat
Početak Drugog svjetskog rata Herrgott dočekuje na mjestu predavača na Višoj akademiji za logistiku. U siječnju 1940. stavljen je na raspolaganje, te nema konkretnih zaduženja sve do travnja 1941. kada je imenovan zapovjednikom zarobljeničkih logora u Generalnom gubernatorstvu. U kolovozu 1941. postaje zapovjednikom zarobljeničkih logora u V. vojnom okrugu, dok je listopadu te iste godine promaknut u čin general poručnika. U ožujku 1942. premješten je u pričuvu, da bi s 30. travnjem 1942. bio konačno umirovljen.
Preminuo je 15. veljače 1957. u 85. godini života u Lindauu.

## Vanjske poveznice
(eng.) Adolf Herrgott na stranici Prussianmachine.com

(eng.) Adolf Herrgott na stranici Geocities.ws

(eng.) Adolf Herrgott na stranici Feldgrau.com

(njem.) Adolf Herrgott na stranici Lexikon der Wehrmacht.de